# Royal Thames Yacht Club
Le Royal Thames Yacht Club ou Cumberland Fleet, est le plus ancien club nautique du Royaume-Uni. Bien que fondé en 1775, son nom actuel « Royal Thames Yacht Club » date de 1830. 

## Histoire
En 1775, le prince Henry Frederick, duc de Cumberland et Strathearn, frère de George III, met en jeu une coupe en argent, la Cumberland Cup, pour une régate sur la Tamise et crée la Cumberland Fleet. 
La Cumberland Fleet devient le Thames Yacht Club en 1823. Le 7 octobre 1830 le Thames Yacht Club devient le Royal Thames Yacht Club, titre accordé par William IV.

## Jauges de course du Royal Thames Yacht Club
La Cumberland Fleet utilise la jauge antérieure au Builder's Measurement dès 1775, adopte le Builder's Old Measurement en 1792, avant de créer sa propre jauge de course en 1855 : le Thames Measurement,.

## Littérature
« Le 26 juillet 1864, par une forte brise du nord-est, un magnifique yacht évoluait à toute vapeur sur les flots du canal du nord. Le pavillon d’Angleterre battait à sa corne d’artimon ; à l’extrémité du grand mât, un guidon bleu portait les initiales E. G., brodées en or et surmontées d’une couronne ducale. Ce yacht se nommait le Duncan ; il appartenait à lord Glenarvan, l’un des seize pairs écossais qui siègent à la chambre haute, et le membre le plus distingué du « royal-thames-yacht-club », si célèbre dans tout le Royaume-Uni. »
— Jules Verne, Les Enfants du capitaine Grant, 1868